# Баббини, Маттео
Маттео Бабини (итал. Matteo Babini; 19 февраля 1754, Болонья — 21 сентября 1816, Болонья) — итальянский оперный певец (тенор), который в конце XIX — начале XX века на страницах Энциклопедического словаря Брокгауза и Ефрона был назван «одним из лучших итальянских оперных певцов XVIII века».

## Биография
Маттео Бабини родился в городе Болонье в 1754 году. Будучи в достаточно юном возрасте, мальчик лишился родителей и был взят на воспитание своей теткой, которая была замужем за учителем вокала Кортони. Последний вскоре заметил музыкальные способности Маттео и занялся обработкой и постановкой его голоса.
Спустя несколько лет голос молодого исполнителя обратил на себя внимание знатоков, и он был приглашен в оперу. Блестящий успех, котором неизменно сопровождались представления Маттео Бабини, побудил короля прусского Фридриха Великого пригласить его к берлинскому двору.
Оттуда Маттео Бабини поехал в Российскую империю, где, удерживаемый Екатериной II, которой полюбился его голос, пробыл до 1785 года, а затем гастролировал в Вене, Париже и Лондоне, и в 1792 году вновь вернулся в Берлин.
Маттео Бабини скончался 21 сентября 1816 года в родном городе.
Друг Бабини, доктор Бригенти (Brighenti), написал в 1822 году биографическую заметку о нём: «Elogio di Matteo Babbini» (изд. Болонья).